# Rudolf Ernst
Pour les articles homonymes, voir Ernst.
Rudolf Ernst, né le 14 février 1854 à Vienne et mort le 19 février 1932 à Fontenay-aux-Roses, est un peintre orientaliste français d'origine autrichienne.

## Biographie

Le Fumeur de narghilé, localisation inconnue.

Son père, Léopold Ernst, est membre et architecte de l’académie des beaux-arts de Vienne. Élève de l’Académie dès 1869, Rudolf Ernst étudie la peinture sous la direction d’Anselm Feuerbach de 1873 à 1876. Il fait sa première apparition au Salon des artistes français en 1877. À la suite d'un différend avec le secrétaire de l’Académie, Rudolf Ernst quitte Vienne pour Paris, rejoint plus tard par Ludwig Deutsch et Jean Discart.
Ernst voyage en Espagne et au Maroc et peint au retour de ce voyage sa première œuvre orientaliste : Dans la médersa. À compter de cette date, il se consacre essentiellement à la peinture orientaliste et fait de nombreux voyages en Orient, où il rencontre en 1883 Osman Hamdi Bey, fondateur de l’École d’art de Constantinople et ancien élève de Jean-Léon Gérôme. Il séjourne également à Constantinople, où il a accès à la cour ottomane.
À l’Exposition universelle de 1889, il obtient une médaille de bronze et une mention honorable à celle de 1900.
Naturalisé Français, il expose au Salon des artistes français de 1929 dont il est sociétaire les toiles Partie de cartes. Il est inhumé au cimetière de Fontenay-aux-Roses.

## Œuvres dans les collections publiques
Aux États-Unis
- Miami, Lowe Art Museum (en) : Arabe fumant le narghilé sur un sofa, 1894, huile sur panneau, 46,4 × 37,8 cm[3].
- New York, musée d'art Dahesh :
  - La Lettre, 1888, huile sur panneau, 65,4 × 53,4 cm ;
  - Les Forgerons, huile sur panneau, 61,6 × 48,9 cm.

## Œuvres dans des collections particulières référencées
- Collection Nadj : La Sortie de la mariée, huile sur panneau, 100,3 × 73,6 cm[4].